# Pennisetum occidentale
Pennisetum occidentale là một loài thực vật có hoa trong họ Hòa thảo. Loài này được Chase mô tả khoa học đầu tiên năm 1927.